# 岸田蓁

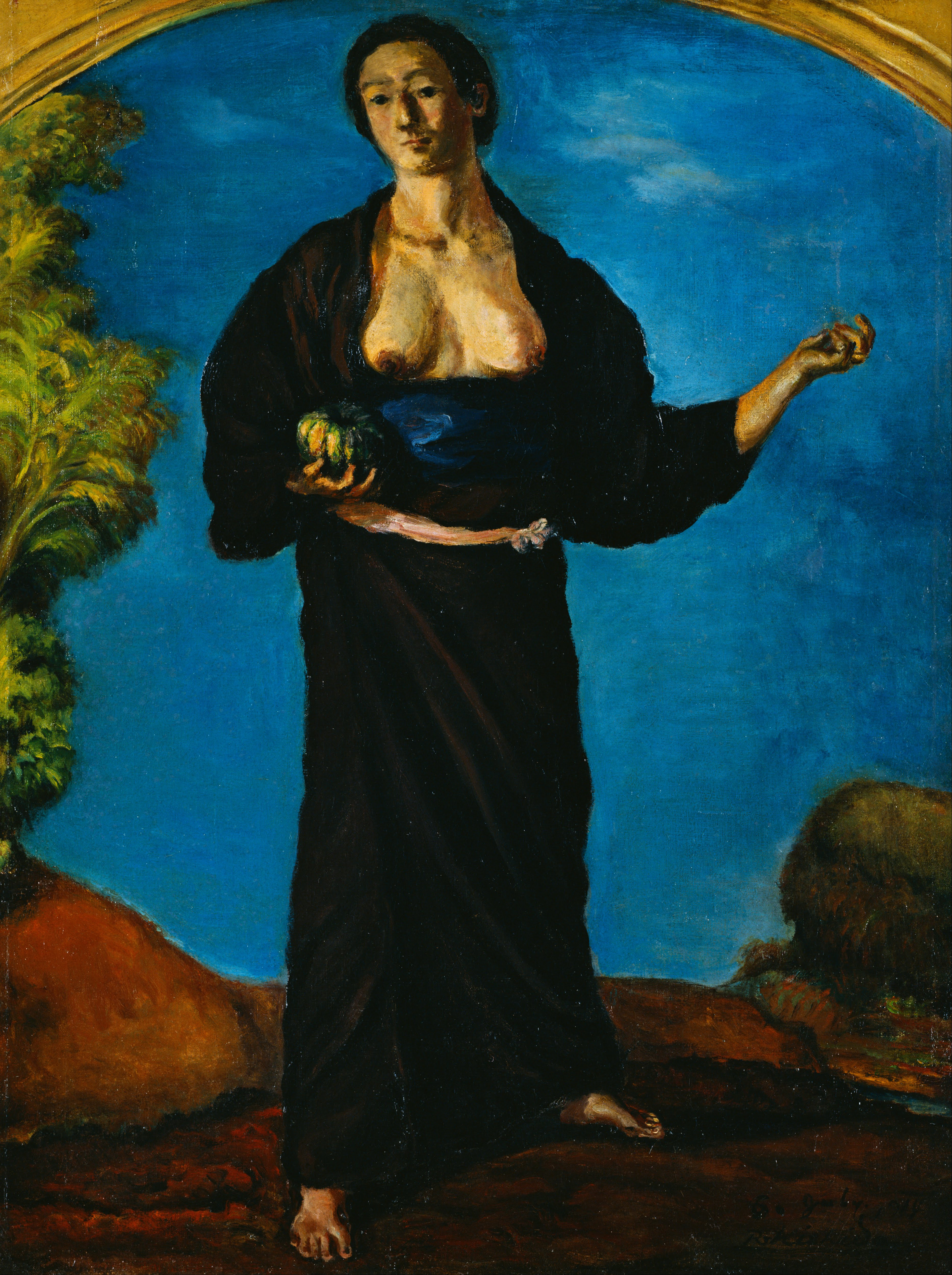
岸田劉生作「南瓜を持てる女」1914年（アーティゾン美術館）

岸田 蓁（きしだ しげる、1892年2月1日 - 1964年10月12日）は、日本の茶人、画家。岸田劉生の妻として知られる。

## 略歴
旧姓は小林。1892年に学習院の漢学教授であった小林良四郎、シンの三女として生まれる。東京府立第二高等女学校（現・東京都立竹早高等学校）に在学中から鏑木清方について日本画を学んでいる。1913年に第2回フュウザン会展を見に行ったことが縁で同年7月に洋画家岸田劉生と結婚をする。しばらくは府下の西大久保にあった蓁の実家の2階に住んだ。翌1914年4月10日に長女の麗子が誕生する。1926年、長男鶴之助を産む。蓁自身は夫の劉生の絵のモデルを務めており、胸に手をおいた恰好で「画家の妻」や「南瓜を持てる像」に描かれている。後に江戸千家渭白流を修め、6代目川上渭白を称して茶道の師匠をしていた。